# Intentos coloniales alemanes en la costa somalí

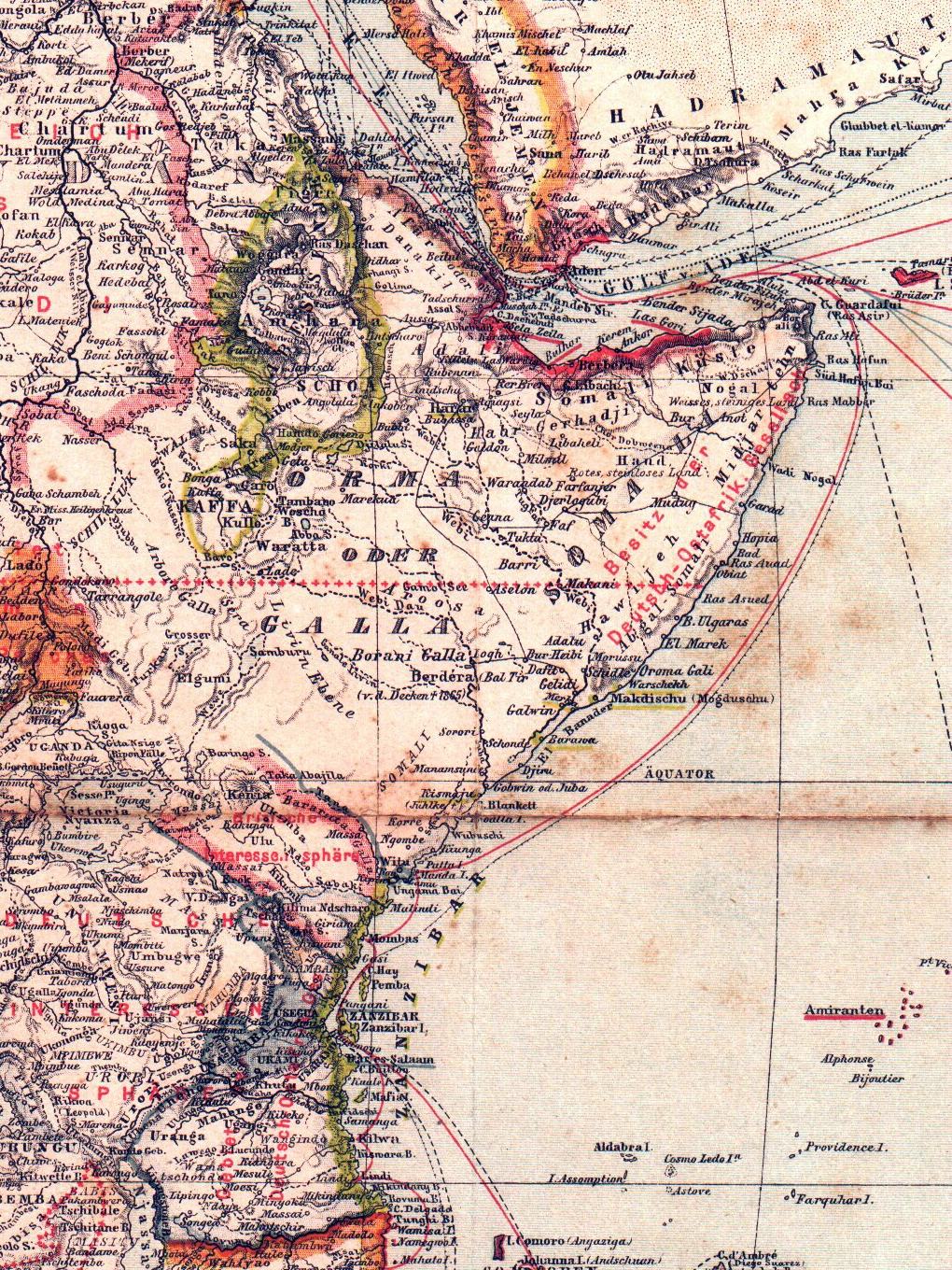
Áreas de la costa somalí catalogadas como propiedad del África Oriental Alemana, 1887

Los intentos coloniales alemanes en la costa somalí sucedieron entre 1885 y 1890. Representantes de la Compañía Alemana del África Oriental firmaron tratados de amistad y protección con los gobernantes locales de las ciudades costeras de Somalia en 1885 y 1886 con el objetivo de adquirir zonas al norte de Witulandia. En 1888 y 1890, respectivamente, el proyecto, que se solapaba con las reivindicaciones británicas e italianas, fue abandonado.

## Antecedentes y estrategia
Ciudades importantes en la costa somalí del siglo XIX fueron Mogadiscio, Kismayo, Warsheikh, Merca y Barawe. Eran principalmente ciudades comerciales, ya que la agricultura era prácticamente imposible en las inmediaciones debido al clima árido de la región. Estas ciudades portuarias estaban bajo el dominio del Sultanato de Geledi y el Imanato de Hiraab. El protectorado británico establecido en 1884 sobre la costa norte de Somalia, a su vez, perturbó a los sultanes Majerteen en la actual Puntlandia. El investigador africano y más tarde cónsul Friedrich Gerhard Rohlfs recomendó a partir de 1882 las adquisiciones alemanas en la costa somalí con el fin de establecer relaciones comerciales con el interior.
Los agentes coloniales alemanes intentaron, por un lado, facilitar al sultán Barghash bin Said de Zanzíbar la provisión o el arrendamiento de sus territorios costeros somalíes, y por otro, cerrar acuerdos comerciales y alianzas contra Zanzíbar con los sultanes somalíes en el interior de estos territorios costeros. Sin embargo, los italianos también tenían planes similares.

## Noreste de Somalia

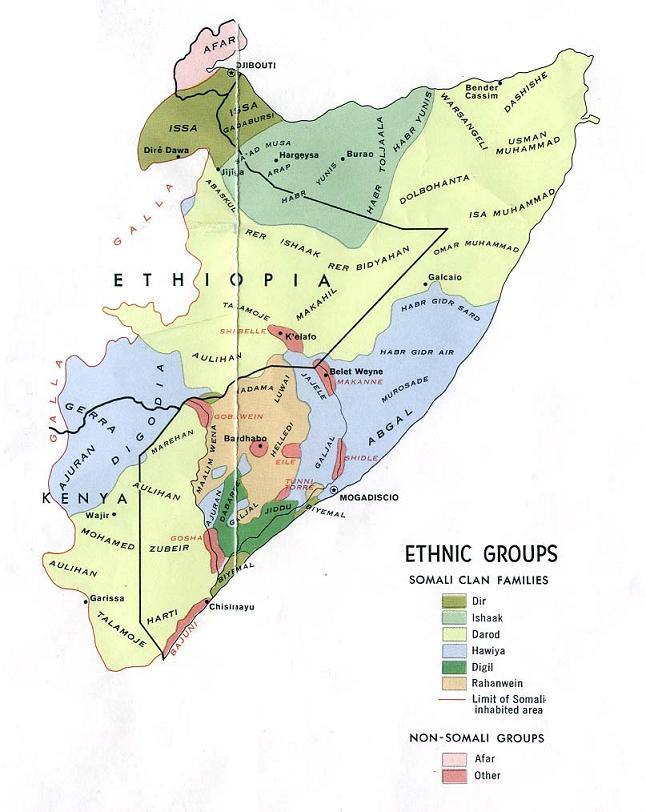
Distribución de clanes en Somalia 1977. Los Majerteen incluyen los tres subclanes Usman Muhammad/Osman Mahmud, Isa Muhammad y Omar Muhammad.

Los contratos firmados por representantes de la sociedad con los gobernantes somalíes debían extender el África Oriental Alemana hasta tal punto que se extendería desde el río Rovuma, al sur, a lo largo de toda la costa oriental africana, hasta el cabo Guardafui, al norte. En febrero de 1886, Carl Peters solicitó al gobierno alemán un protectorado para toda la costa somalí.

### Expedición de Hörnecke en el Sultanato de Majerteen
En Aluula, cerca del cabo Guardafui, un grupo de expedición dirigido por el constructor gubernamental Gustav Hörnecke cerró el 6 de septiembre de 1885 un acuerdo de amistad de gran alcance con el sultán local Bogor Osman Mahmoud Yusuf (1854-1927) del clan Majerteen, que pertenece a la familia del clan Darod.
El contrato, redactado en alemán y árabe (no en somalí), presenta diferencias significativas entre ambas versiones. Mientras que el texto alemán se refiere a un tratado de protección con el Imperio Alemán y a la transferencia de tierras a la Sociedad Alemana de África Oriental, el texto árabe solo menciona un tratado de amistad y apoyo a la sociedad en la investigación y el aprovechamiento del hinterland.
La zona del Sultán Osman afectada por el tratado se extendería desde el cabo Bender Ziada hacia el oeste, a unos 400 kilómetros al este de Berbera, y hacia el sur hasta el cabo Ras Assuad (cerca de Hobyo, en la región de Mudug). Sin embargo, según la versión alemana, el área del contrato se extendía hasta las puertas de la ya británica Berbera. Tierra adentro, el área del contrato se extendería 20 días (es decir, unos 600 kilómetros de profundidad, entrando así en Ogadén).

### Expedición de Anderten en el Sultanato de Hobyo
Mientras Hörnecke regresaba a Berlín tras haber cerrado el contrato vía Adén y Trieste y dos empleados del DOAG intentaban en vano establecer la sucursal prometida contractualmente en Caluula, el ayudante de Hörnecke, el teniente Claus von Anderten, había recibido el encargo de ampliar la zona del contrato hacia el sur.

Con el pariente de Osman, Yusuf Ali Kenadid de Hobyo, Anderten cerró el acuerdo el 26 de noviembre de 1885, cuyas versiones en alemán y árabe diferían significativamente de forma similar. Según este contrato posterior, el sultán subordinaba la zona costera del clan Abgal, perteneciente a la tribu Hawiya, al sur de Hobyo, a las puertas de Warsheikh (es decir, a unos 80 kilómetros al norte de Mogadiscio). Tierra adentro, esta vez se planearon viajes de 25 días hasta las fronteras de la región de Oromía (es decir, unos 750 kilómetros y, por lo tanto, adentrándose de nuevo en Ogadén).

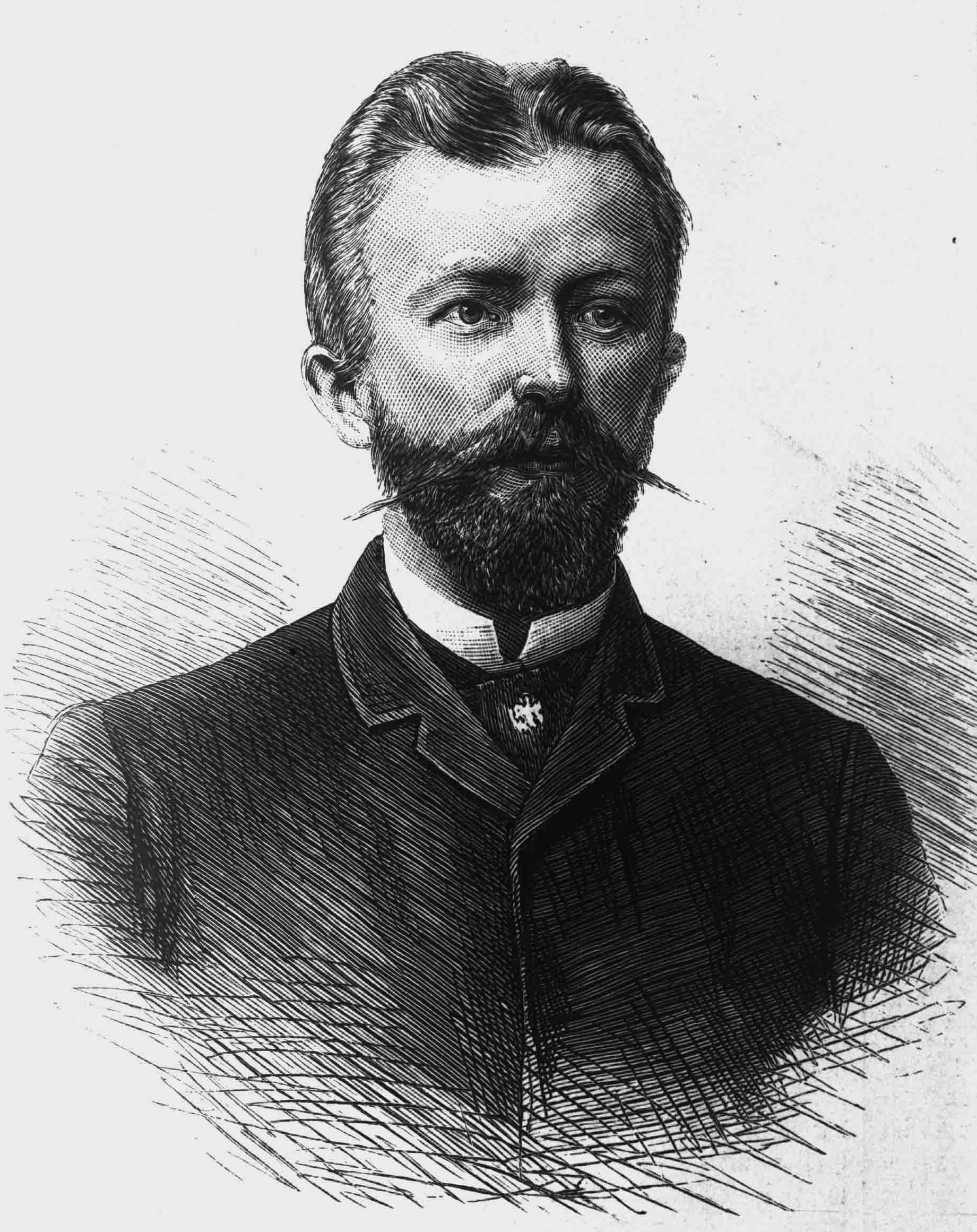
Karl Ludwig Jühlke
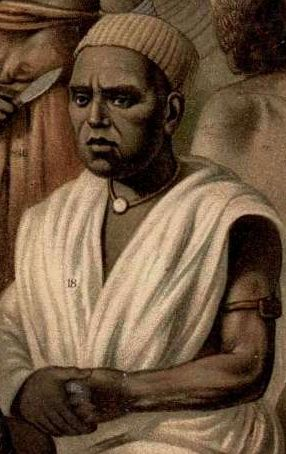
Somalí en el África Oriental Alemana (representación de Brockhaus de 1887)
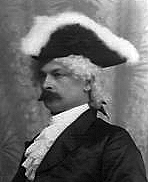
Joachim von Pfeil

## Suroeste de Somalia
Los representantes de la empresa también firmaron contratos con diferentes términos en el suroeste de Somalia y en la costa sur de Benadir. La cláusula según la cual en caso de duda sólo será válido el texto alemán no figura en el texto árabe.

### Expedición de Jühlke en Kismayo
En el verano de 1886, la empresa envió a Karl Ludwig Jühlke al sur de la costa de Benadir para adquirir terrenos hasta la frontera norte de Witu. El área hasta la desembocadura del Juba estaba bajo la soberanía de Zanzíbar, aunque esto no fue reconocido excepto sobre Kismayo en el acuerdo germano-británico de 1886, por lo que Jühlke se consideró con derecho a negociar concesiones con los jefes tribales somalíes en esta región. En nombre de DOAG, tomó posesión de Port Durnford, que se consideraba una zona abandonada, y la rebautizó como Hohenzollernhafen. Jühlke también pasó por alto a los gobernantes de Zanzíbar en Kismayo y negoció allí con Ali ibn Ismail Karim, un jeque de una tribu somalí en la desembocadura del Juba que era hostil a los gobernantes de Zanzíbar, y lo describió como el sultán somalí y el gobernante legítimo y socio negociador. El 26 de noviembre de 1886, ambos firmaron un contrato según el cual Kismayo ya no estaría bajo el dominio de Zanzíbar y sería arrendado a la empresa. Ali ya había vendido el área de Kismayo a Witu a Gustav Denhardt mediante contrato del 31 de julio de 1885. Poco después de la firma del tratado, Jühlke fue asesinado por un somalí en Kismayoo el 1 de diciembre de 1886.

### Reacciones
Los cónsules alemanes en Zanzíbar, Rohlfs y Travers, ya habían recomendado que se aceptara rápidamente la solicitud de protección mediada por Denhardt para adelantarse a Italia. Sin embargo, el canciller Otto von Bismarck no se mostró dispuesto a apoyar la solicitud sin la existencia de intereses comerciales concretos y advirtió contra lo que llamó un “jingoísmo colonial”. En agosto de 1886, Bismarck informó al gobierno italiano de la solicitud de protección sin aceptarla.

## Más expediciones
Una expedición de seguimiento dirigida por Joachim Graf von Pfeil a Hohenzollerhafen fracasó en gran medida.
Paralelamente a la estación en el suroeste, se estableció al menos una agencia comercial en el noreste de Aluula, bajo la dirección del anterior cónsul alemán en Adén. En mayo de 1887, Mohamad Said ibn Samantar(?), pariente del sultán Osman, fue nombrado representante de la empresa. El arquitecto del gobierno alemán Kurt Hoffmann intentó en marzo de 1890 en Aluula renovar los contratos que Hörnecke había negociado con Osman, pero no tuvo éxito debido a la influencia ahora predominante de Gran Bretaña e Italia.
Ya el 1 de octubre de 1886, la cañonera imperial Hyäne apareció cerca de Hobyo para explorar la costa somalí. Los informes de la marina, en los que también contribuyó Möwe, confirmaron las confusas cuestiones de control y la falta de intereses comerciales: los jeques de Aluula y Hobyo rechazaron invitaciones para conversaciones y visitas a bordo.

## Críticas y fin del proyecto
En conjunto, el DOAG había adquirido derechos sobre un área que habría incluido toda Puntlandia, incluyendo todo Mudug y Sanaag en el noreste y todo Jubalandia o la inicialmente británica y luego italiana Oltre Giuba en el suroeste, es decir, casi toda la posterior Somalilandia italiana. En 1887, el Léxico de conversaciones de Brockhaus etiquetó toda el área entre Aluula y Warsheikh como propiedad de la Sociedad Alemana de África Oriental en su mapa general de África, pero sin dibujarla en el mismo color que África Oriental Alemana o las otras posesiones y áreas protegidas alemanas. En la edición de 1887 del Andrees Allgemeiner Handatlas, toda la costa desde las primeras adquisiciones en el África Oriental Alemana hasta el cabo Guardafui está codificada por colores como posesión alemana (independientemente de los reclamos británicos en Kenia).
La Somalilandia alemana no era una colonia separada, sino más bien una extensión del África Oriental Alemana o Witulandia. Sin embargo, a diferencia de África Oriental, los derechos soberanos adquiridos por la empresa fueron indirectos o limitados, similares a los tratados protectores de otras potencias coloniales con gobernantes locales. La sociedad tenía manos libres en la política comercial, las cuestiones de colonización y el uso de la tierra y los recursos; a los sultanes se les reservaba una determinada parte de las ganancias. La administración se llevaría a cabo conjuntamente con los sultanes, aunque bajo “supervisión” alemana y representada por el imperio en términos de política exterior y de defensa.
En Alemania, sin embargo, incluso los partidarios de las colonias expresaron dudas sobre el valor legal de los distintos tratados y la viabilidad de las reclamaciones. El Canciller del Reich, Otto von Bismarck, a su vez, sólo reconoció las reclamaciones en la medida en que proporcionaban influencia diplomática en otras disputas, porque se referían a áreas sobre las que Gran Bretaña e Italia también habían reclamado o tenían sus ojos puestos. Al mismo tiempo, Bismarck intentó conseguir que estas dos potencias fueran socios para aislar a Francia. Cuando el gobierno británico hizo concesiones a los intereses alemanes en África Oriental en 1886, Bismarck inmediatamente abandonó las reclamaciones.
El emperador alemán había firmado cartas de protección para las dos zonas costeras somalíes. Sin embargo, Bismarck lo exigió allá por 1888, cuando Alemania había acordado con Gran Bretaña la división de Zanzíbar (1886) e Italia, socio de la Triple Alianza, comenzó a establecerse en la costa somalí. Yusuf había celebrado tratados de protectorado con los italianos en diciembre de 1888 y con Osman en abril de 1889. La proclamación de un protectorado alemán en Benadir, que se consideraba para octubre de 1889, no se llevó a cabo. Bismarck envió un mensaje a Italia de que, en su opinión, no había intereses en todo el noreste de África cuya importancia pudiera medirse por el valor de la relación germano-italiana. Finalmente, en el Tratado Heligoland-Zanzíbar de julio de 1890, Alemania renunció formalmente a todos los derechos sobre Witulandia, Hohenzollernhafen y la zona norte. Zanzíbar se convirtió en un protectorado británico y cedió sus zonas costeras somalíes a Italia en 1892, en lugar de a Alemania.

## Consecuencias
El movimiento colonial alemán vinculó el intento de adquisición de la costa somalí con el culto a la personalidad que rodeaba a Carl Peters. Supuestamente logró adquirir un imperio colonial cerrado desde la península de Somalia hasta Mozambique.

## Epílogo
Las lagunas en el acuerdo británico-italiano del 5 de mayo de 1894 sobre la partición de Somalilandia volvieron a despertar las esperanzas de los partidarios de las colonias alemanas. A pesar de sus deficiencias legales, los contratos DOAG parecían hacer posible la intervención del Imperio alemán. La razón aducida fue la falta de puntos de parada alemanes en la ruta marítima hacia África Oriental y Nueva Guinea. Aluula en particular se consideró una escala adecuada. Sin embargo, no hubo intervención; en cambio, alrededor de 1900, la Armada Imperial hizo construir una estación de carbón en las islas Farasan en el extremo sur del Mar Rojo y examinó el plan para adquirir estas islas al Imperio Otomano. Sin embargo, este proyecto fue finalmente abandonado en 1902 porque el depósito de carbón quedó sin uso y el Imperio Otomano se negó a transferirlo.